# Pedrógão de São Pedro e Bemposta
Pedrógão de São Pedro e Bemposta (llamada oficialmente União das Freguesias de Pedrógão de São Pedro e Bemposta) es una freguesia portuguesa del municipio de Penamacor, distrito de Castelo Branco.

## Historia
Fue creada el 28 de enero de 2013 en aplicación de una resolución de la Asamblea de la República de Portugal promulgada el 16 de enero de 2013 con la unión de las freguesias de Benposta y Pedrógão de São Pedro, pasando su sede a estar situada en la antigua freguesia de Pedrógão de São Pedro.

## Demografía
| Gráfica de evolución demográfica de Pedrógão de São Pedro e Bemposta entre 2011 y 2021 |
|                                                                                        |
| Datos según el nomenclátor publicado por el INE portugués.                             |